# Aunou-le-Faucon
Aunou-le-Faucon is een gemeente in het Franse departement Orne (regio Normandië) en telt 243 inwoners (1999). De plaats maakt deel uit van het arrondissement Argentan.

## Geografie
De oppervlakte van Aunou-le-Faucon bedraagt 6,7 km², de bevolkingsdichtheid is 36,3 inwoners per km².
De onderstaande kaart toont de ligging van Aunou-le-Faucon met de belangrijkste infrastructuur en aangrenzende gemeenten.

## Demografie
Onderstaande figuur toont het verloop van het inwonertal (bron: INSEE-tellingen).